# Carlos Eusébio de Liechtenstein

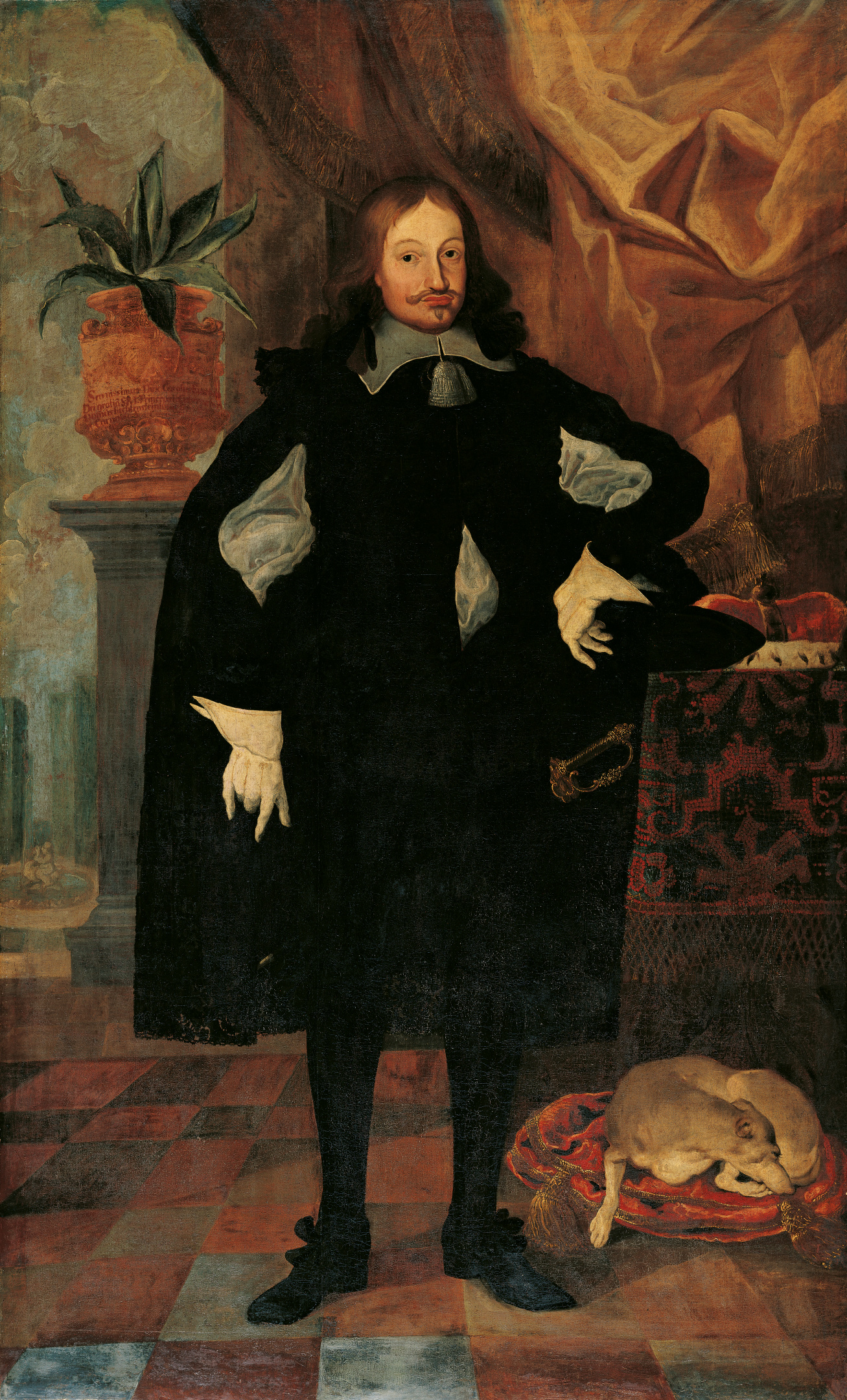
Carlos Eusébio de Liechtenstein

Carlos Eusébio de Liechtenstein (12 de setembro de 1611 - 5 de abril de 1684) foi o 2 º Príncipe do Liechtenstein. Ele herdou este título em 1627. Ele tinha 16 anos e, portanto, considerado menor e seus tios e o Príncipe Gundakar e o Príncipe Maximiliano actuaram como regentes até 1632. A partir de 1639 a 1641 foi Chefe Carlos Capitão de Alta e Baixa Silésia. 
Após a Guerra dos Trinta Anos Carlos fez um trabalho de mérito de restauração econômica dos seus domínios. Carlos foi também uma extensa patrono da arquitetura do período. 

## Casamento
Carlos casou com Joana de Beatriz Prinzessin Dietrichstein zu Nikolsburg (c. 1625 - 26 março 1676), em 4 de agosto de 1644. Eles tiveram nove filhos: 
- Princesa Maria Eleonora (1647-7 Agosto 1704)
- Princesa Ana Maria (1648-1654)
- Princesa Maria Teresa (1649-1716)
- Princesa Joana Beatriz (1650-1672); Casada com Maximiliano II de Liechtenstein
- Príncipe Francisco Dominica (1652)
- Príncipe Carlos José (1653)
- Príncipe Francisco Eusébio (1654-1655)
- Princesa Cecília (1655)
- Príncipe João Adão Andreas(conhecido como Hans-Adam I, Príncipe do Liechtenstein) (1662-1712)